# Стаменов, Александр
Александр Стаменов (болг. Александър Стаменов; 18 января 1905 Килки́с / Кукуш (болг.), Османская империя (современная территория Греции) — 16 февраля 1971, София; болгарский живописец-пейзажист, плакатист XX века. Он также автор портретов, натюрмортов и композиций на социальные темы.

## Биография
Александр Стаменов родился в 1905 году в македонском городе Килки́с / Кукуш (болг.). В 1926 году закончил Софийскую Академию художеств по классу профессора Николы Маринова.
Вступил в 1931 в Общество новых художников (болг.). В Общество также входили живописцы: Стоян Сотиров, Ненко Балкански, Кирил Цонев, Вера Недкова, Бенчо Обрешков; Иван Ненов; графики: Александр Жендов и Стоян Венев; скульптор Иван Фунев организовал и возглавил Общество. Стаменов регулярно принимал участие в коллективных выставках этого содружества, в Болгарии и за рубежом: Афины, Будапешт, Бухарест .
Провёл в Софии в 1938 году первую персональную выставку; с течением времени — ещё семь. В первой половине 40-х годов работал в качестве преподавателя живописи, а также художественным редактором издательства «Наука и искусство» . Экспонировал свою живопись на выставках в Дрездене, Загребе, Москве, Париже. Работал также дизайнером книг , иллюстратором , плакатистом; публиковал собственные тексты по истории искусств .
В 1965 удостоен звания Заслуженный художник.
Произведения А. Стаменова хранятся в Национальной художественной галерее, галерее в Бургасе, в музейных коллекциях городов Видин, Враца, Казанлык, Плевен, Пловдив, Стара-Загора, Тырговиште.

## Изображения в сети
- Софийское предместье, 1937 Холст, масло 53.5 × 66.5 см. Художественная галерея города Сливен
- Ресторан в парке, 1938 Холст, масло 54 × 65 см. Национальная художественная галерея, (София)
- Дом под Созополом Холст, масло 50.5 х 60.2 см.
- Закат. Холст, масло Бургасская художественная галерея «Петко Задгорски»